# Кальвинистское кладбище Варшавы
Кальвинистское кладбище Варшавы (пол. Cmentarz ewangelicko-reformowany, kalwiński) — кальвинистское кладбище, расположенное в варшавском районе Воля. 
Кладбище было основано в 1792 году. Его территория с тех пор увеличилась многократно в 1826–1928 гг. По сей день на нём похоронили около 100 тыс. умерших.

## Наиболее известные захоронения
- Анна Герман